# Wooster
Wooster település az Amerikai Egyesült Államok Ohio államában, Wayne megyében, melynek megyeszékhelye is. Lakosainak száma 27 232 fő (2020. április 1.).

## Népesség
A település népességének változása:
| Lakosok száma | 26 119 | 26 395 | 27 232 |
|               | 2010   | 2019   | 2020   |